# 牧野貞久
牧野 貞久（まきの さだひさ）は、常陸笠間藩の第7代藩主。成貞系牧野家10代。

## 生涯
天保6年（1835年）12月5日、第5代藩主・牧野貞一の長男として生まれる。父が死去したときは幼少のため、家督は叔父の貞勝が継いだが、その貞勝が1年後の天保12年（1841年）に死去したため、その養子として家督を継いだ。しかし幼少のため、天保13年（1842年）には家臣の牧野隼人正と川崎頼母らが主導権をめぐっての御家騒動を起こしたりしている。
嘉永2年（1849年）12月16日に従五位下・越中守に叙位・任官する。しかし嘉永3年（1850年）3月29日に死去した。享年16。
藩では貞久の夭折が減封や移封につながることを恐れ、翌嘉永4年（1851年）2月10日に死去したと発表し（末期養子が可能な年齢の下限まで存命を装った）、その上で一族の貞直を養子として跡を継がせている。

## 系譜
父母
- 牧野貞一（実父）
- 野村栄子 - 側室（実母）
- 牧野貞勝（養父）

正室
- 戸田氏正の娘

養子女
- 牧野貞直 - 布施重正の次男
- 雅女 - 牧野貞直正室、牧野貞勝の娘